# Althepus naphongensis
Espèce
Althepus naphongensis est une espèce d'araignées aranéomorphes de la famille des Psilodercidae.

## Distribution
Cette espèce est endémique de la province de Bắc Kạn au Viêt Nam,. Elle se rencontre dans la grotte Hang Na Phong dans le parc national de Ba Bể.

## Description
La femelle paratype mesure 3,80 mm.

## Étymologie
Son nom d'espèce, composé de naphong et du suffixe latin -ensis, « qui vit dans, qui habite », lui a été donné en référence au lieu de sa découverte, la grotte Hang Na Phong.

## Publication originale
- Li, Liu, Wongprom & Li, 2018 : Sixteen new species of the spider genus Althepus Thorell, 1898 (Araneae: Ochyroceratidae) from Southeast Asia. Zootaxa, no 4471(3), p. 401-445.